# 3988 Huma
3988 Huma (nume provizoriu (3988) 1986 LA) este un asteroid din grupul Amor, descoperit pe 4 iunie 1986 de Eleanor Helin.